# Ministerio de Información y Comunicación (Corea del Sur)
El "Ministerio de Información y Comunicación" o "MIC" era un ministerio del gobierno de Corea del Sur. Su sede se encuentra en Jongno-gu, en el centro de Seúl. El último ministro fue Rho Jun-hyong, que comenzó a servir en marzo de 2006. El ministerio fue disuelto el 28 de febrero de 2008 y se combinó con la antigua "Comisión de Radiodifusión de Corea" para formar la Comisión de Comunicaciones de Corea.
- Datos: Q482997